# Isringhausen
La Isringhausen GmbH & Co. KG (ISRI) è un costruttore di sospensioni e sedili in ambito automotive, come veicoli commerciali e veicoli da costruzione. Al 2025 la società è presente in 21 paesi con 50 stabilimenti. La sede è a Lemgo.
Isringhausen appartiene al gruppo AUNDE Group SE, F.S. Fehrer Automotive e Reinert Teil del Aunde Group, guidato da  Peter Bolten e Christian Prause..

## Storia
Isringhausen viene fondata nel 1919 a Bielefeld ove produce selle per biciclette e molle per sospensioni. Con la fine della seconda guerra mondiale nel 1957 la sede viene portata a Lemgo, e vengono fabbricati sedili per veicoli da costruzione. Con gli anni vennero fabbricati sedili per veicoli commerciali e altri. Tra le innovazioni, la cintura di sicurezza integrata nel sedile e gli azionamenti elettrico-pneumatici.